# Кошецьке Подградьє
Кошецьке Подградьє (словац. Košecké Podhradie) — село в окрузі Ілава Тренчинського краю Словаччини. Площа села 36,91 км². Станом на 31 грудня 2015 року в селі проживало 1040 жителів.

## Історія
Перші згадки про село датуються 1297 роком.

## Населення
| Рік:            | 1994. | 2004.   | 2014.   | 2024.   |
| --------------- | ----- | ------- | ------- | ------- |
| Кількість осіб: | 1076  | 1071    | 1050    | 1053    |
| Різниця:        |       | -0,46 % | -1,96 % | +0,28 % |

| Рік:            | 2023. | 2024.   |
| --------------- | ----- | ------- |
| Кількість осіб: | 1059  | 1053    |
| Різниця:        |       | -0,56 % |